# Smart-Meter-Gateway

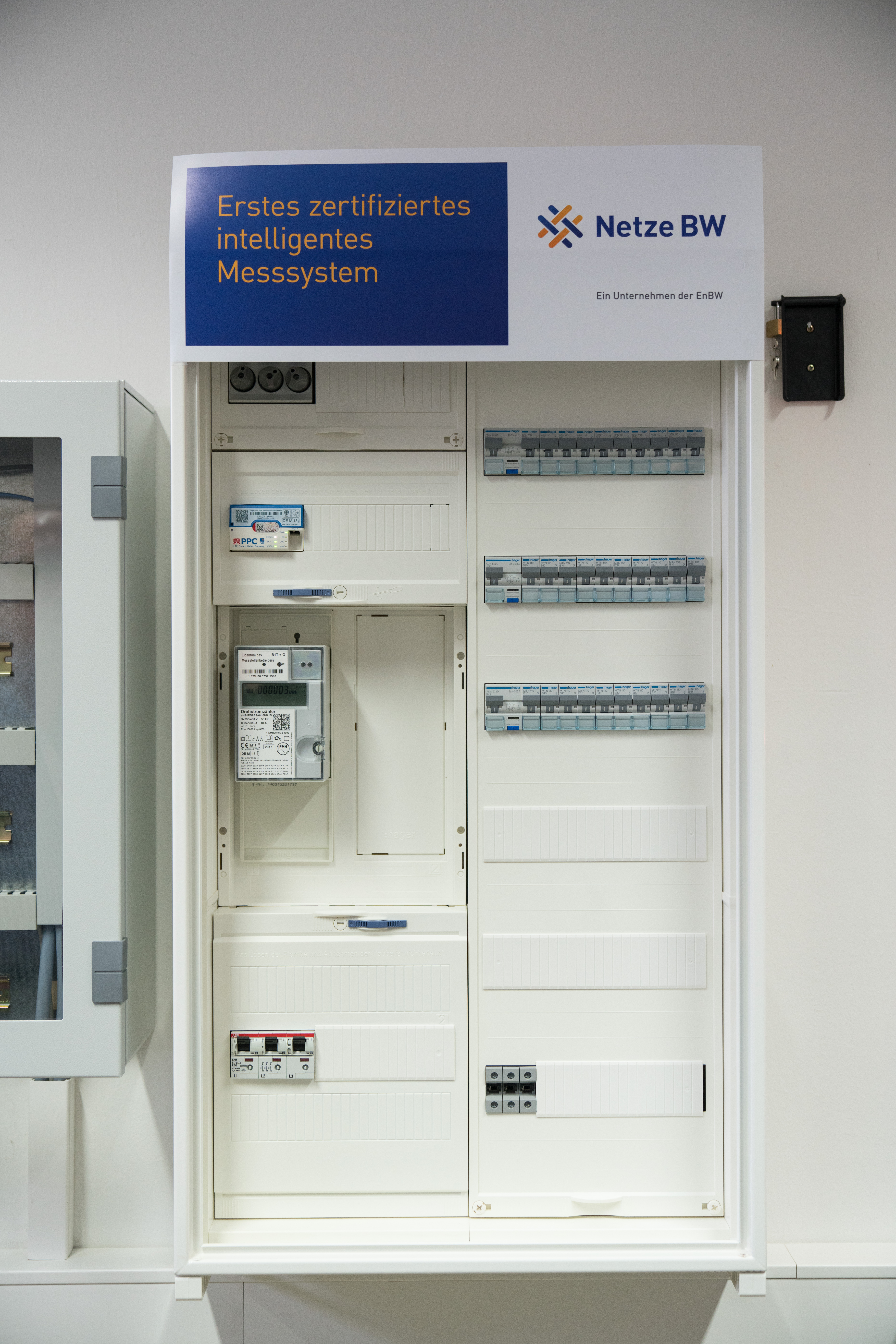
Zertifiziertes Smart Meter Gateway im Zählerschrank

Das Smart-Meter-Gateway (SMGW) ist die zentrale Kommunikationseinheit eines Intelligenten Messsystems, welches nach den Vorgaben des Bundesamtes für Sicherheit in der Informationstechnik (BSI) entwickelt wurde. Die Hauptaufgabe des Smart Meter Gateways ist die sichere Datenübertragung im intelligenten Messsystem.

## Rechtlicher Hintergrund
Im Rahmen der Digitalisierung der Energiewende trat 2016 das Messstellenbetriebsgesetz in Kraft. Dieses regelt den Markt für den Betrieb von Messstellen und die Ausstattung der leitungsgebundenen Energieversorgung mit modernen Messeinrichtungen und intelligenten Messsystemen.
Das BSI erhielt im Jahr 2010 vom Bundeswirtschaftsministerium den Auftrag, zwei Schutzprofile und eine Technische Richtlinie für die Kommunikationseinheit eines intelligenten Messsystems zu erarbeiten. Das Forum Netztechnik/Netzbetrieb hat im Rahmen des Projektes „MessSystem 2020“ ab April 2012 ein Lastenheft für standardisierte Smart Meter Gateways ausgearbeitet.

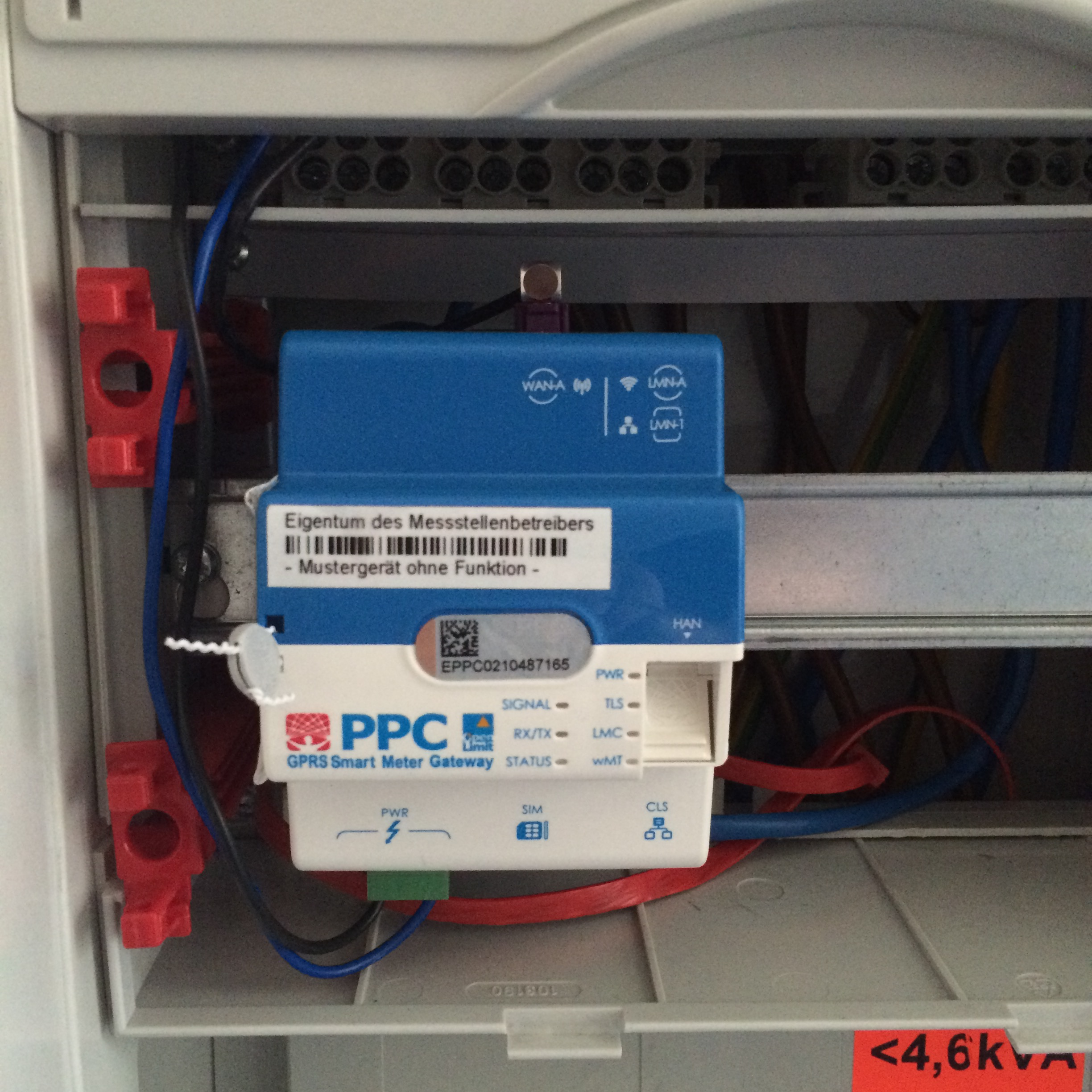
Smart Meter Gateway; WAN-Kommunikation über GPRS; Mitte rechts die HAN-Schnittstelle

## Systemarchitektur

Systemarchitektur Smart Meter Gateway

Das Smart-Meter-Gateway verfügt über drei definierte Schnittstellen. Die elektronischen Zähler werden über das lokale metrologische Netz (LMN) an das Smart-Meter-Gateway angebunden. Der Zugriff von außen erfolgt über das Weitverkehrsnetz (WAN) und der Zugriff aus dem lokalen Heimnetz erfolgt über das Home Area Network (HAN). Das Smart-Meter-Gateway hat in diesem Gefüge dafür Sorge zu tragen, dass alle Kommunikationsverbindungen verschlüsselt werden und dass nur bekannten Teilnehmern und Geräten vertraut wird.

### Lokales metrologisches Netzwerk
Die LMN-Schnittstelle kann nach der Technischen Richtlinie sowohl als Nahbereichs-Funkschnittstelle (wireless Mbus) oder als serielle Schnittstelle ausgeführt sein.
Über die LMN-Schnittstelle kommuniziert das SMGW mit den angebundenen Zählern (Strom, Gas, Wasser, Wärme) eines oder mehrerer Netzverbraucher. Die Zähler kommunizieren ihre Messwerte über das LMN an das SMGW.

### Wide Area Network
Die WAN-Schnittstelle ist als IP-Schnittstelle ausgeführt. Aus Gründen der Sicherheit gehen sämtliche Kommunikationsverbindungen vom Smart Meter Gateway aus. Diese können bei Bedarf oder zu festgelegten Zeitpunkten durch das Gateway etabliert werden. Um aber auch auf spontane Ereignisse reagieren zu können, kann das Smart Meter Gateway über einen Wake-Up Dienst zu einem Verbindungsaufbau veranlasst werden. Über die WAN-Schnittstelle ist das Smart Meter Gateway in eine Public-Key-Infrastruktur eingebunden und jegliche Kommunikation ist mit TLS verschlüsselt. Die Datenübertragung kann mit verschiedenen Techniken erfolgen. Stand September 2024 gibt es beispielsweise Smart Meter Gateways mit LTE-Modem, GPRS, CDMA, IEEE 1901-Breitband-Powerline oder Ethernet-Anschluss.

### Home Area Network
Die HAN-Schnittstelle ist als Ethernetschnittstelle ausgeführt und dient zur Einbindung des Smart Meter Gateways ins Heimnetz des Kunden. An dieser können zum Beispiel steuerbare Geräte wie intelligente Hausgeräte oder ein Energieerzeuger angeschlossen werden. Zur HAN-Schnittstelle gehört auch ein Controllable-Local-System-(CLS-)Interface, das den Fernzugriff auf regelbare Erzeuger (Photovoltaikanlage, Blockheizkraftwerk) und unterbrechbare Verbrauchseinrichtungen (Ladesäule, Nachtspeicherheizung) ermöglicht. Das Smart Meter Gateway stellt dabei sicher, dass jeglicher Zugriff von außen auf steuerbare Geräte im Haushalt verschlüsselt erfolgt.
Außerdem kann der Kunde über die HAN-Schnittstelle seine Verbrauchs- und bei einer Erzeugungsanlage auch die Einspeisewerte abfragen. Er kann hierzu das Smart-Meter-Gateway über Ethernet mit einem PC oder Tablet verbinden.

## Gateway-Administration
Für den sicheren, technischen Betrieb des intelligenten Messsystems ist der Smart-Meter-Gateway-Administrator verantwortlich. Daher muss sichergestellt sein, dass der Betrieb beim Administrator Mindestanforderungen zur Durchsetzung der Informationssicherheit genügt. Der Nachweis der Umsetzung der definierten Mindestanforderungen kann zum einen durch eine ISO 27001-Zertifizierung auf Basis von IT-Grundschutz und zum anderen durch eine Zertifizierung gemäß ISO/IEC 27001 erbracht werden. Der Gateway-Administrator ist entweder der Messstellenbetreiber (grundzuständig oder wettbewerblich) oder ein Unternehmen, das vom Messstellenbetreiber beauftragt wurde.
Der Gateway-Administrator ist für den sicheren technischen Betrieb des intelligenten Messsystems verantwortlich. Seine Aufgaben sind die
- Installation,
- Inbetriebnahme,
- Konfiguration,
- Administration,
- Wartung des Smart Meter Gateways und die
- informationstechnische Anbindung von Messgeräten und anderen, an das Smart Meter Gateway angebundene technische Einrichtungen.[9]

Der Smart-Meter-Gateway-Administrator muss ein Zertifikat des Bundesamtes für Sicherheit in der Informationstechnik (BSI) haben, das die Einhaltung der gesetzlichen Vorgaben sicherstellt.

## Sicherheitstechnische Anforderungen
Aufgrund der hohen Anforderungen an Datenschutz und Datensicherheit im Bereich intelligente Messsysteme werden zukünftig in Deutschland nur solche intelligenten Messsysteme zugelassen, die den Anforderungen des Bundesamtes für Sicherheit in der Informationstechnik (BSI) an ein Smart Meter Gateway genügen.
Die Mindestanforderungen an die Datensicherheit und mögliche Bedrohungsszenarien sind im Schutzprofil BSI-CC-PP-0073 festgelegt. Das Schutzprofil entspricht dem Sicherheitsstandard Common Criteria EAL4+ AVA_VAN 5 und ALC_FLR.2. Hierauf basieren die weiteren Vorgaben der Technischen Richtlinie BSI TR-03109.
Am 12. Dezember 2018 wurde durch das Bundesamt für Sicherheit in der Informationstechnik das erste Zertifikat auf Basis des Schutzprofils für das Smart Meter Gateway von PPC und OpenLimit erteilt. Am 19. Dezember 2019 wurde das dritte Smart Meter Gateway zertifiziert. Damit liegen die Voraussetzung für die Markterklärung nach § 30 MsbG durch das BSI vor. Das BMWi erwartet diese für Anfang 2020.
Der erste Einbau eines intelligenten Messsystems mit zertifiziertem Smart Meter Gateway erfolgte im Dezember 2018 durch E.ON und die Netze BW.

## Technische Anforderungen
Die Technische Richtlinie TR-03109 beinhaltet die funktionalen Anforderungen, die ein Smart-Meter-Gateway mindestens erfüllen muss.

## Nutzen
Smart Meter Gateways bilden die technische Basis für den Betrieb von intelligenten Messsystemen und ermöglichen so die Digitalisierung der Energiewende.
Weitere Vorteile sind:

### Verbrauchstransparenz
Durch Smart-Meter-Gateways wird im intelligenten Messsystem eine „zuverlässige Erhebung, Verarbeitung, Übermittlung, Protokollierung, Speicherung sowie auch Löschung der Messwerte“ gewährleistet. Die Datenübertragung erfolgt verschlüsselt. Der Verbraucher kann seine Daten über die Transparenz- und Displaysoftware TRuDI oder über entsprechende Kundenportale abrufen.

### Vermeidung von Vor-Ort-Ablesekosten
Das jährliche Stromzähler-Ablesen im Haus entfällt für den Verbraucher, da das Smart Meter Gateway die Daten an den Lieferanten sendet.

### Last- und zeitabhängige Tarife
Variable Stromtarife machen verschiedene Strompreisstufen in einem Tarif möglich, d. h. zu bestimmten Zeiten (z. B. tagsüber oder nachts) ist der Strom teurer oder günstiger. Damit können Verbraucher mit ihrem Verbrauchsverhalten aktiv auf die Höhe ihrer Stromkosten Einfluss nehmen. Aufgrund der zeitnahen Verbrauchswerte können außerdem eigenständig unnötige Stromfresser wie falsch angeschlossene Geräte oder Stand-by-Verbraucher identifiziert und der Energieverbrauch gesenkt werden.

### Netzstabilität
Smart Meter Gateways versenden Daten über aktuelle Stromverbräuche und ermöglichen es den Netzbetreibern so, einen Überblick über Erzeugung und Lasten im Netzgebiet zu erhalten. So kann flexibel auf die steigende Zahl erneuerbarer Energien und die damit verbundenen Schwankungen von Erzeugungen und Lasten reagiert und die Netzstabilität gewährleistet werden. Smart Meter Gateways ermöglichen darüber hinaus die netz- und systemdienliche Integration von flexiblen Letztverbrauchern, den sog. Flexumern, in das Energiesystem.

### Spartenbündelung – Mehrsparten-Metering
Nicht nur Verbrauchswerte für Strom, sondern auch die anderer Sparten wie Erdgas und Fernwärme können in Zukunft über das Smart-Meter-Gateway ausgelesen werden. Dies bietet insbesondere der Wohnungswirtschaft viele Vorteile. Zum Beispiel können Energieversorger und Wohnungsunternehmen mit dem Mehrsparten-Metering die Prozesskosten für Messstellenbetrieb und die Zählerauslesung deutlich senken.
Technisch wäre es möglich, dass Smart-Meter-Gateways neben der Strommessung weitergehende Aufgaben wahrnehmen – im Smart Home, Smart Building, zur netzschonenden Akku-Beladung in der Elektromobilität und im Gesundheitswesen für das Telemonitoring.
Die Idee solch eines intelligenten Stromnetzes erläuterte im Jahre 2007 ein Eckpunktepapier für ein integriertes Energie- und Klimaprogramm des Wirtschaftsministers Michael Glos.
Allerdings sind im Jahre 2020 handelsübliche Ladestationen „technisch noch nicht dafür ausgelegt“, antwortete Christian Hirte als parlamentarischer Staatssekretär im Wirtschaftsministerium auf die Anfrage, ob handelsübliche Ladestationen für E-Autos bereits mit den Stromnetzen synchronisiert werden können. Es gebe Probleme mit Protokollen zur Datenübertragung.

## Weiterentwicklung
Die Weiterentwicklung von Smart Meter Gateways sowie die sektorübergreifende Bedeutung sind in der Roadmap des Bundesministeriums für Wirtschaft und Energie (BMWi) und des BSI vom 29. Januar 2019 beschrieben. Die „Standardisierungsstrategie zur sektorübergreifenden Digitalisierung nach dem Gesetz zur Digitalisierung der Energiewende“ ist der maßgebliche und stetig fortzuschreibende Arbeitsplan für die Fortentwicklung des Smart Meter Gateways für weitere Einsatzbereiche nach Gesetz zur Digitalisierung der Energiewende (GDEW) hin zur umfassenden Kommunikationsplattform für die Energiewende. Die Roadmap unterstützt bei der Umsetzung gesetzlicher Vorgaben und enthält Arbeits- und Zeitpläne, welche im Dialog mit betroffenen Branchen und Behörden weiterentwickelt werden. Im Zuge dieser Weiterentwicklung soll eine SMGW-Kommunikationsplattform entwickelt werden. Im Laufe des Jahres 2020 sollen für die Anbindung privater Ladestationen und das Mehrsparten-Metering Standards festgelegt werden.

## Kritik

### Kostensteigerung
Verbraucher und Verbraucherschutzorganisationen kritisierten die steigenden Preise für den Einbau eines intelligenten Messsystems. Nach altem Rechtsrahmen stiegen die Kosten für den Endnutzer von heute durchschnittlich 22 Euro pro Jahr auf bis zu 72 Euro pro Jahr. Eine im Auftrag des Bundesministeriums für Wirtschaft und Energie von der Wirtschaftsprüfungsgesellschaft Ernst & Young erarbeitete Kosten-Nutzen-Analyse kam zu dem Ergebnis, dass sich mit intelligenten Zählern in Durchschnittshaushalten keine Kosten einsparen lassen. Danach würden die Kosten die möglichen Einsparungen erheblich übertreffen. Eine flächendeckende Einbauverpflichtung wurde als unzumutbar bewertet. Seit dem Jahr 2024 sind in Deutschland die jährlichen Kosten eines intelligenten Messsystems teilweise auf 20 Euro brutto pro Jahr gedeckelt. Deutlich höhere Preise werden den Kunden in vielen Fällen auch weiterhin berechnet, beispielsweise für Betreiber von PV-Anlagen, Großverbraucher sowie Besitzer eines steuerbaren Verbrauchers. Die Differenz zu den tatsächlichen Kosten trägt der Bundeshaushalt.

### Datenschutzfragen
Der Datenschutz spielt eine wichtige Rolle beim Einsatz von Smart Metern, weil die feingranulare Aufzeichnung von Stromverbrauchsdaten Rückschlüsse auf den Lebensablauf von Bürgern ermöglichen kann. Die Diskussionen drehen sich daher neben Aspekten der Verschlüsselung regelmäßig darum, wie granular Verbrauchsdaten gespeichert werden, wo sie gespeichert werden und wer Zugang zu den Daten erhält. Kritiker meinen, der Schutz der Privatsphäre sei fraglich, weil das Risiko bestünde, dass der Kunde zum „gläsernen Kunden“ wird, sofern Verbrauchsprofile an den Stromlieferanten übertragen werden. Erfassung und missbräuchliche Auswertung der Verbrauchsdaten gestatteten weitreichende Rückschlüsse über die Lebensgewohnheiten der Kunden. Aus diesem Grund sollen im deutschen Modell regelmäßig die detaillierten Verbrauchsdaten nicht an den Netzbetreiber übermittelt werden. Sie sollen, wo möglich, im intelligenten Messsystem verbleiben. Eine Tarifierung, d. h. die Zuordnung von Stromverbrauchswerten zu Tarifstufen zwecks Erstellung einer Rechnung, soll vorrangig im Smart Meter Gateway erfolgen („dezentrale Tarifierung“). Detaillierte Verbrauchsdaten müssen dem Netzbetreiber nicht vorliegen, um nach unterschiedlichen Tarifen abzurechnen – er muss lediglich die Tarifumschaltung des Zählers vornehmen. In der neuen Architektur nach BSI-Schutzprofil muss der Nutzer seine Daten und ihre Verwendung immer einsehen können.

### Versorgungssicherheit und Smart Meter als Angriffspunkt
Eine weitere Problematik des intelligenten Stromnetzes ist die Gefährdung durch elektronische Angriffe bis hin zu einem Blackout, dem plötzlichen Stromausfall großer Stromnetze. Während davon ausgegangen wird, dass die zentralen Steuer- und Datenspeichersysteme der Versorger nach Stand der Technik geschützt sind, bilden die Smart Meter zusätzliche lokale Angriffspunkte.

### Gerichtsverfahren
Anfang März 2021 stoppte das nordrhein-westfälische Oberverwaltungsgericht Münster im Eilverfahren vorerst die Verpflichtung zum Einbau von intelligenten Stromzählern für grundzuständige Messstellenbetreiber. Mit Inkrafttreten des Gesetzes zum Neustart der Digitalisierung der Energiewende (GNDEW) im Mai 2023 wurde der Rechtsrahmen an entscheidenden Stellen erweitert und verändert. Ab dem 1. Januar 2025 startet der gesetzlich verpflichtende Rollout von Smart Metern für die grundzuständigen Messstellenbetreiber erneut. Das Gesetz ermöglicht es den Messstellenbetreibern bereits vor dem Start des verpflichtenden Rollouts intelligente Zähler einzubauen.